# Мигалиха (Вадский район)
Мигалиха — деревня в Вадском муниципальном округе Нижегородской области России.

## География
Деревня находится на юге центральной части Нижегородской области, в зоне хвойно-широколиственных лесов, при автодороге 22Н-0906, на расстоянии приблизительно 8 километров (по прямой) к северо-востоку от села Вад, административного центра района.
Климат
Климат характеризуется как умеренно континентальный, с тёплым летом и холодной продолжительной зимой. Среднегодовая температура — 3,2 °C. Средняя температура воздуха самого тёплого месяца (июля) — 18,8 °C (абсолютный максимум — 37 °C); самого холодного (января) — −12,4 °C (абсолютный минимум — −43 °C). Безморозный период длится 133 дня. Среднегодовое количество атмосферных осадков составляет 430 мм, из которых 326 мм выпадает в период с апреля по октябрь. Устойчивый снежный покров устанавливается в конце октября — начале ноября и держится около 140 дней.
Часовой пояс
Деревня Мигалиха, как и вся Нижегородская область, находится в часовой зоне МСК (московское время). Смещение применяемого времени относительно UTC составляет +3:00.

## Население
| 1999 | 2002 | 2010 |
| ---- | ---- | ---- |
| 39   | ↗42  | ↘28  |

Национальный состав
Согласно результатам переписи 2002 года, в национальной структуре населения русские составляли 98 %.